# N,N'-di-2-butyl-1,4-fenylendiamin
N,N'-di-2-butyl-1,4-fenylendiamin je organická sloučenina, aromatický amin, používaný k zpomalování či bránění rozkladu maziv a hydraulických kapalin. Obzvláště účinný je u uhlovodíků získaných krakováním a pyrolýzou, s vysokým podílem alkenů. Také se používá jako inhibitor polymerizace různých sloučenin s vinylovými skupinami, jako jsou akryláty.